# Wohnhäuser Am Wasserturm 2 bis 12
Die Wohnhäuser Am Wasserturm 2 bis 12, die ehemaligen Zollwohngebäude, im niedersächsischen Nordenham im Landkreis Wesermarsch, stammen vom Ende des 19. Jahrhunderts.
Aktuell (2023) werden sie als Wohnhäuser genutzt.
Die Gebäudegruppe steht unter Denkmalschutz (siehe auch Liste der Baudenkmale in Nordenham).

## Beschreibung und Geschichte
Die Gruppe besteht aus den drei zweigeschossigen achtachsigen verputzten traufständigen U-förmigen Gebäuden von 1892 auf Sockel mit Walmdach, gebäudeteilenden Gesimsen und horizontalen Bändern sowie seitlichem Risalit als Eingang und gerahmten segmentbogigen Fenstern:
- Nr. 2/4: Wohnhaus[1]
- Nr. 6/8: Wohnhaus[2]
- Nr. 10/12: Wohnhaus[3]

Die Gebäude waren die ehemaligen Zollgebäude. An der Nr. 2 und Nr. 6 wurden sogenannte Oldenburger Namenschiffren angebracht, auf Veranlassung des amtierenden Großherzogs zum Gedenken an seinen Vater Großherzog Nikolaus Friedrich Peter („NFP“). In der Amtszeit von Paul Friedrich August erhielten vermutlich ca. 50 öffentliche Gebäude solche Namensschiffen, zumeist aus Stein. Die Plaketten wurden zum Teil 1922 abgenommen. Einige blieben erhalten und konnten in den 2010er Jahren als Originale oder Repliken Jahren wieder angebracht werden.
Das Landesdenkmalamt befand zur Bedeutung als Teil einer Gruppe baulicher Anlagen: „… geschichtlich, städtebaulich …“
Hinweis: Das ehemalige Zollamt Nordenham befand sich in der Deichgräfenstraße 16.